# 1313: Nightmare Mansion
1313: Nightmare Mansion è un film uscito direct to video del 2011 diretto da David DeCoteau.
È il primo film della serie 1313, una serie di film horror omoerotici direct to video con storie e protagonisti diversi ma che sempre ambientati all'interno della stessa villa..

## Trama
Un giovane invita i suoi compagni di classe ad una festa nella sua casa. Quello che essi ignorano è il giovane è intenzionato a sacrificare le loro anime per riportare in vita la madre, uccisa durante il processo per stregoneria a Salem oltre 300 anni prima.

## Citazioni cinematografiche
In una scena del film viene menzionato il film Lilli e il vagabondo (1955).